# Локалита Крочета (Равена)
Локалита Крочета је насеље у Италији у округу Равена, региону Емилија-Ромања.
Према процени из 2011. у насељу је живело 21 становника. Насеље се налази на надморској висини од 9 м.